# Josef Winkler (Politiker, 1974)

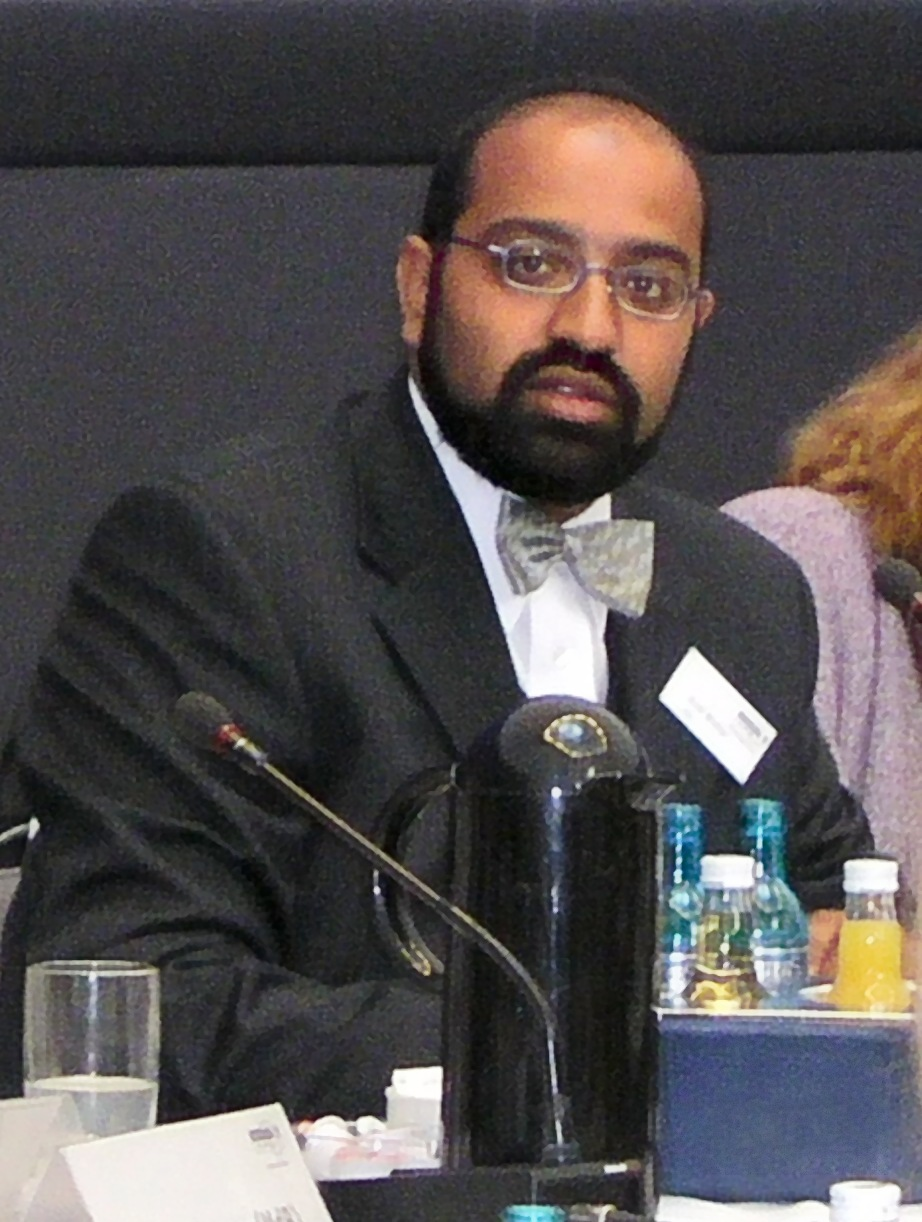
Josef Winkler

Josef Philip Winkler (* 5. April 1974 in Koblenz) ist ein deutscher Politiker (Bündnis 90/Die Grünen). Er war von 2002 bis 2013 Bundestagsabgeordneter und dabei von 2009 bis 2013 stellvertretender Fraktionsvorsitzender der Bundestagsfraktion Bündnis 90/Die Grünen. Er war von 2016 bis 2021 Landesvorsitzender von Bündnis 90/Die Grünen Rheinland-Pfalz und wurde bei der Landtagswahl in Rheinland-Pfalz 2021 zum Mitglied des Landtages gewählt.

## Leben

### Ausbildung und Beruf
Winkler, dessen Mutter aus dem indischen Bundesstaat Kerala stammt, absolvierte nach dem Abitur 1993 am Goethe-Gymnasium in Bad Ems eine Ausbildung zum Krankenpfleger, die er 1997 mit dem Examen beendete. Von 1997 bis 2002 war er als Krankenpfleger in Abteilungen bzw. Einrichtungen für Orthopädie und Gerontopsychiatrie tätig.

### Parteilaufbahn
Winkler wurde bereits als Schüler 1990 Mitglied bei den Grünen. Hier war er von 1991 bis 1993 Sprecher des Vorstandes des Kreisverbandes Rhein-Lahn. Von 2001 bis 2008 und von 2011 bis 2013 war er Mitglied im Parteirat des Landesverbandes Rheinland-Pfalz von Bündnis 90/Die Grünen. Im Dezember 2016 wurde er im Rahmen einer vorgezogenen Neuwahl des Landesvorstandes zum Landesvorsitzenden gewählt. Im Dezember 2018 wurde er wiedergewählt. Da durch die Corona-Pandemie über längere Zeit keine Parteitage gestattet waren, gesetzlich aber zugleich eine Neuwahl des Parteivorstandes in digitaler oder hybrider Form nicht zulässig waren, blieb er schließlich bis 2021 geschäftsführend im Amt. Die gesetzliche Grundlage hierfür hatte zuvor der Bundestag geschaffen.

### Abgeordnetentätigkeit und Mandate
Von 1994 bis 1999 und von 2004 bis 2007 gehörte Winkler dem Stadtrat seines Heimatortes Bad Ems an. Von 1994 bis 1999 war er zudem Vorsitzender der grünen Fraktion im Verbandsgemeinderat Bad Ems. Von 1999 bis 2003 und 2004 bis 2009 war er Mitglied im Kreistag des Landkreises Rhein-Lahn, wo er zeitweise auch Vorsitzender der Grünen-Fraktion war. 2014 bis 2019 ist er erneut Fraktionsvorsitzender der Grünen-Fraktion im Kreistag gewesen. Am 24. Januar 2019 wurde er vom Verbandsgemeinderat Bad Ems – Nassau zum ehrenamtlichen Beigeordneten, der zum 1. Januar 2019 aufgrund eines Landesgesetzes neu eingerichteten, Verbandsgemeinde Bad Ems – Nassau gewählt, ernannt und vereidigt. Zum ersten Januar 2023 hat er dieses Amt aus zeitlichen Gründen niedergelegt.
Von 2002 bis 2013 war Winkler Mitglied des Deutschen Bundestages. Seit 2009 war er stellvertretender Fraktionsvorsitzender der Bundestagsfraktion Bündnis 90/Die Grünen und zuständig für deren Arbeitskreis 3 – Demokratie, Recht und Gesellschaftspolitik. In dieser Legislaturperiode war Winkler Flüchtlingspolitischer Sprecher sowie Sprecher für Kirchenpolitik und interreligiösen Dialog der Bundestagsfraktion Bündnis 90/Die Grünen. Zuvor war er von 2002 bis 2009 migrationspolitischer Sprecher und von 2002 bis 2005 Demokratiepolitischer Sprecher seiner Fraktion.
Josef Winkler war Mitglied im Innenausschuss (2002 bis 2013), stellvertretendes Mitglied im Petitionsausschuss (seit 2009, zuvor von 2002 bis 2009 Mitglied und Obmann) sowie stellvertretendes Mitglied im Ausschuss für Wahlprüfung, Immunität und Geschäftsordnung (2009 bis 2013).
Winkler war Vorsitzender der Deutsch-Indischen Parlamentariergruppe des Deutschen Bundestages und Vorsitzender der Deutsch-Südasiatischen Parlamentariergruppe. Winkler war seit 2003 Mitglied der Delegation des Deutschen Bundestages zur Interparlamentarische Union und von 2011 bis 2013 Mitglied in deren Exekutivausschuss.
Die Delegation des 18. Deutschen Bundestages zur IPU unter dem Vorsitz von Bundestagspräsident Norbert Lammert hat Josef Winkler 2013 zum Ehrenmitglied der Delegation ernannt.
Josef Philip Winkler ist 2002, 2005 und 2009 über die Landesliste Rheinland-Pfalz in den Bundestag eingezogen.
Bei der Landtagswahl in Rheinland-Pfalz 2021 wurde Winkler über Listenplatz 6 von Bündnis 90/Die Grünen in den 18. Landtag von Rheinland-Pfalz gewählt.
Er ist Vorsitzender des Gesundheitsausschusses, sowie Mitglied im Kulturausschuss, im Petitionsausschuss und in der Strafvollzugskommission des Landtages, sowie der jeweils zuständige Sprecher seiner Fraktion zu diesen Themen.

### Sonstiges Engagement
Josef Winkler war Mitglied des Parlamentarischen Beirates der Deutschen Stiftung Weltbevölkerung, war Mitglied des Vorstandes des Aktion Gemeinsinn e. V. sowie Mitglied im Kuratorium der Theo-Zwanziger-Stiftung. In seinem Heimatort Bad Ems engagiert er sich als Intendant des Kabaretts CasaBlanca, er ist Senator der Bad Emser Karnevals-Gesellschaft e. V. sowie Ehrenelferrat des Niederlahnsteiner Carneval Verein und Ehrenrat der Großen Koblenzer Karnevalsgesellschaft (GKKG) und Träger der jeweils höchsten Auszeichnung der Narrenzunft Gelb-Rot in Koblenz, sowie des Verbandes rheinischer Karnevalskorporationen (RKK).
Winkler leitete den Sachbereich 2 – Politische und ethische Grundfragen des Zentralkomitees der deutschen Katholiken (ZdK), dessen Vollversammlung er von 2008 bis 2014 angehörte. Im Januar 2022 wurde er erneut als Einzelpersönlichkeit Mitglied des ZdK. Er rückte für ein ausgeschiedenes Mitglied nach. Diese Möglichkeit wurde im Jahr 2021 in den Statuten des ZdK neu eingeführt.
Er war Mitglied des Kuratoriums der Christlich-Islamischen Gesellschaft e. V., war Mitglied im Stiftungsrat der Leo Baeck Foundation, war Mitglied der Diözesanversammlung des Bistums Limburg (seit 2004), war Mitglied des Kuratoriums der Stiftung Katholischer Deutscher Frauenbund und war Mitglied im wissenschaftlichen Rat der Katholischen Akademie des Erzbistums Berlin. Er war Mitglied im Stiftungsbeirat der Stiftung der Barmherzigen Brüder in Trier, Jury-Mitglied für den Katholischen Preis gegen Rassismus und Fremdenfeindlichkeit (vergeben von der Deutschen Bischofskonferenz) und Mitglied im Kuratorium des Vereins der Freunde der Benediktinerabtei Maria Laach e. V.
Es handelt bzw. handelte sich durchweg um ehrenamtliche Tätigkeiten ohne Vergütung.

## Politische Positionen

### Flüchtlingspolitik
Winkler wendete sich in seiner Zeit als Bundestagsabgeordneter gegen eine „verheerende“ und „unwürdige“ „europäische Abschottungspolitik“, bei der Flüchtlinge in Transitstaaten vor den Grenzen der Europäischen Union schutzlos im rechtlosen Raum bleiben. Er kritisiert, dass die europäischen Regierungen immer neue und höhere Hürden errichteten, statt legale Möglichkeiten für die sichere Einreise von Flüchtlingen zu schaffen. Daraus resultierten, so Winkler, jedes Jahr tausende Tote bei dem Versuch die Küsten Europas zu erreichen. Winkler fordert Lösungen, die sich an Humanität und Menschenrechten orientierten.
Auf Bundesebene forderte Winkler die Abschaffung des Asylbewerberleistungsgesetzes, da dieses den Zweck verfolge, Menschen zu diskriminieren. Weiterhin kritisierte er die Abschiebungshaft in Deutschland als zu oft und zu lange angeordnet sowie häufig am falschen Ort, nämlich zusammen mit Straftätern, durchgeführt. Er fordert eine grundlegende Reform der Abschiebehaft in Deutschland und des Umgangs mit abgelehnten Asylbewerbern. Im Herbst 2012 bezichtigte Winkler Innenminister Hans-Peter Friedrich und die CDU/CSU der „verantwortungslose Panikmache“ im Zusammenhang mit steigenden Zahlen von Asylbewerbern. Der Innenminister stelle, so Winkler, die Asylbewerberzahlen verfälscht dar, Engpässe bei der Unterbringung seien selbst verursacht und die verbale Aufrüstung in der Debatte sei größtenteils den Landtagswahlkämpfen in Niedersachsen und Bayern geschuldet.

### Kirchenpolitik
Winkler bekennt sich „zu der  Trennung von Staat und Kirche, wie sie im Grundgesetz geregelt ist mit der eben hinkenden Trennung, die bedeutet, dass die Kirchen und der Staat eben doch eine ganze Menge miteinander zu tun haben.“ Einen konsequent säkularen Staat sieht er dagegen kritisch: Einen seit Jahrzehnten gepflegten respektvollen Umgang solle man nicht gefährden, so Winkler, Gläubige dürften nicht dazu gezwungen werden, sich mehr ins Private zurückzuziehen.
Zwischen seiner Partei Bündnis 90/Die Grünen und den christlichen Kirchen sieht Winkler viele Übereinstimmungen aber auch Differenzen, etwa beim Familienbild oder im Umgang mit Homosexualität. Winkler ist Mitverfasser des 2012 zum Katholikentag von mehreren grünen Politikern formulierten Autorenpapiers Echter Aufbruch. In dem Papier werden u. a. eine Demokratisierung der Katholischen Kirche, Änderungen im Verhältnis von kirchlicher Hierarchie und Gläubigen, eine Reform der Kirchensteuer, eine Aufwertung der Arbeit von Frauen in der Kirche, Toleranz und Gleichberechtigung im Umgang mit Homosexualität sowie ein engagiert geführter ökumenischer Dialog gefordert. Mediale Aufmerksamkeit und viel Kritik gab es für die Idee der Einführung einer „Kultursteuer nach italienischem Vorbild“ anstelle der Kirchensteuer. Eine Umsetzung solcher Pläne erscheint nur schwer möglich, da dazu eine Änderung des Grundgesetzes notwendig wäre: Juristen der evangelischen Kirche in Deutschland (EKD) hatten im Jahr 2007 ein ähnliches Steuermodell als mit Artikel 140 des Grundgesetzes unvereinbar bezeichnet.
Für den Islam fordert Winkler die rechtliche Gleichstellung mit anderen Religionen in Deutschland.